# Ложенка
Ложенка (устар. Важенка) — река в Краснощёковском районе Алтайского края России. Длина реки составляет 15 км.
Начинается на северо-западном склоне горы Важенка. Течёт в общем северном направлении. Впадает в Черемушку (приток Таловки) у деревни Акимовка.

## Данные водного реестра
По данным государственного водного реестра России относится к Верхнеобскому бассейновому округу, водохозяйственный участок реки — Обь от слияния рек Бия и Катунь до города Барнаул, без реки Алей, речной подбассейн реки — бассейны притоков (Верхней) Оби до впадения Томи. Речной бассейн реки — (Верхняя) Обь до впадения Иртыша.
Код водного объекта — 13010200312115100009914.